# Music for a While

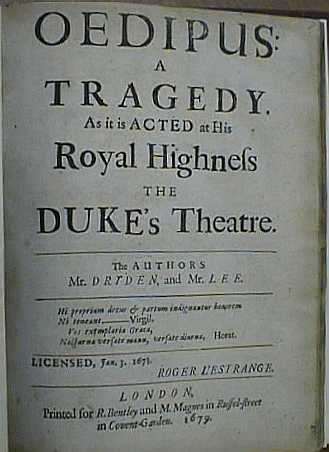
Portada.

Music for a While (traducido como Música para un rato) es una composición musical por el compositor barroco inglés Henry Purcell, el segundo de los cuatro movimientos de su música incidental compuesta en 1692 (Z 583) para el drama heroico Edipo, de John Dryden y Nathaniel Lee. Un bajo ostinato en Do menor constituye la base de la pieza, con el desarrollo melódico en agudo. Originalmente para voz y continuo, hay de la pieza varios arreglos, entre ellos para teclado solo y para violín y teclado.
El texto es:
Music for a while
Shall all your cares beguile.
Wond'ring how your pains were eas'd
And disdaining to be pleas'd
Till Alecto free the dead
From their eternal bands,
Till the snakes drop from her head,
And the whip from out her hands.